# لا بالما (كاليفورنيا)
لا بالما (بالإنجليزية: La Palma )‏ هي إحدى مدن مقاطعة أورانج، كاليفورنيا. تم إعطاءها لقب مدينة في 26 أكتوبر، 1955.

## التركيبة السكانية
حدّد مكتب تعداد الولايات المتحدة بيانات التركيبة السكانية للا بالما في تعداد الولايات المتحدة. في ما يلي، التركيبة السكانية حسب تعدادي 2000 و2010.

### تعداد عام 2000
بلغ عدد سكان لا بالما 15,408 نسمة بحسب تعداد عام 2000، وبلغ عدد الأسر 4,979 أسرة وعدد العائلات 4,225 عائلة مقيمة في المدينة. في حين سجلت الكثافة السكانية 3,299.4 نسمة لكل كيلومتر مربع (8,545.4/ميل2). وبلغ عدد الوحدات السكنية 5,066 وحدة بمتوسط كثافة قدره 1,084.8 لكل كيلومتر مربع (2,809.6/ميل2).
وتوزع التركيب العرقي للمدينة بنسبة 43.04% من البيض و4.61% من الأمريكيين الأفارقة و0.31% من الأمريكيين الأصليين و44.78% من الأمريكيين ذوي الأصول الآسيوية و0.29% من سكان جزر المحيط الهادئ و3.47% من الأعراق الأخرى و3.50% من عرقين مختلطين أو أكثر و11.27% من الهسبانيون أو اللاتينيون من أي عرق.
بلغ عدد الأسر 4,979 أسرة كانت نسبة 41.5% منها لديها أطفال تحت سن الثامنة عشر تعيش معهم، وبلغت نسبة الأزواج القاطنين مع بعضهم البعض 69.5% من أصل المجموع الكلي للأسر، ونسبة 10.8% من الأسر كان لديها معيلات من الإناث دون وجود شريك، بينما كانت نسبة 4.5% من الأسر لديها معيلون من الذكور دون وجود شريكة وكانت نسبة 15.1% من غير العائلات. تألفت نسبة 11.6% من أصل جميع الأسر من عدة أفراد يعيشون في نفس المنزل ونسبة 3.6% كانت تتألف من شخص يعيش بمفرده يبلغ من العمر 65 عاماً أو أكثر. وبلغ متوسط حجم الأسرة المعيشية 3.09، أما متوسط حجم العائلات فبلغ 3.35.
بلغ العمر الوسطي للسكان 38.1 عاماً. وكانت نسبة 23.8% من القاطنين تحت سن الثامنة عشر، وكانت نسبة 8.6% بين الثامنة عشر والرابعة والعشرين عاماً، ونسبة 29% كانت واقعةً في الفئة العمرية ما بين الخامسة والعشرين والرابعة والأربعين عاماً، ونسبة 28.2% كانت ما بين الخامسة والأربعين والرابعة والستين، ونسبة 10.2% كانت ضمن فئة الخامسة والستين عاماً فما فوق. يوجد لكل 100 أنثى 95.6 ذكر، ويوجد لكل 100 أنثى في الثامنة عشر من عمرها فما فوق 93.4 ذكر.
بلغ متوسط دخل الأسرة في المدينة 68,438 دولارًا، أما متوسط دخل العائلة فبلغ 74,524 دولارًا. وكان متوسط دخل الذكور 50,988 دولارًا مقابل 36,242 دولارًا للإناث. وسجل دخل الفرد الخاص بالمدينة 26,598 دولارًا. وكانت نسبة 4% من العائلات ونسبة 4.9% من السكان تحت خط الفقر، وكان من هؤلاء نسبة 6.9% تحت سن الثامنة عشر ونسبة 2.8% في الخامسة والستين من العمر وما فوق.

### تعداد عام 2010
بلغ عدد سكان لا بالما 15,568 نسمة بحسب تعداد عام 2010، وبلغ عدد الأسر 5,080 أسرة وعدد العائلات 4,212 عائلة مقيمة في المدينة. في حين سجلت الكثافة السكانية 3,333.6 نسمة لكل كيلومتر مربع (8,634.0/ميل2). وبلغ عدد الوحدات السكنية 5,224 وحدة بمتوسط كثافة قدره 1,118.6 لكل كيلومتر مربع (2,897.2/ميل2).
وتوزع التركيب العرقي للمدينة بنسبة 37.01% من البيض و5.15% من الأمريكيين الأفارقة و0.36% من الأمريكيين الأصليين و48.07% من الأمريكيين ذوي الأصول الآسيوية و0.26% من سكان جزر المحيط الهادئ و4.88% من الأعراق الأخرى و4.27% من عرقين مختلطين أو أكثر و15.98% من الهسبانيون أو اللاتينيون من أي عرق.
بلغ عدد الأسر 5,080 أسرة كانت نسبة 38.4% منها لديها أطفال تحت سن الثامنة عشر تعيش معهم، وبلغت نسبة الأزواج القاطنين مع بعضهم البعض 65.6% من أصل المجموع الكلي للأسر، ونسبة 12.6% من الأسر كان لديها معيلات من الإناث دون وجود شريك، بينما كانت نسبة 4.7% من الأسر لديها معيلون من الذكور دون وجود شريكة وكانت نسبة 17.1% من غير العائلات. تألفت نسبة 14.1% من أصل جميع الأسر من عدة أفراد يعيشون في نفس المنزل ونسبة 7.7% كانت تتألف من شخص يعيش بمفرده يبلغ من العمر 65 عاماً أو أكثر. وبلغ متوسط حجم الأسرة المعيشية 3.06، أما متوسط حجم العائلات فبلغ 3.37.
بلغ العمر الوسطي للسكان 41.2 عاماً. وكانت نسبة 22% من القاطنين تحت سن الثامنة عشر، وكانت نسبة 9.1% بين الثامنة عشر والرابعة والعشرين عاماً، ونسبة 24.4% كانت واقعةً في الفئة العمرية ما بين الخامسة والعشرين والرابعة والأربعين عاماً، ونسبة 28.6% كانت ما بين الخامسة والأربعين والرابعة والستين، ونسبة 15.9% كانت ضمن فئة الخامسة والستين عاماً فما فوق. وتوزع التركيب الجنسي للسكان بنسبة 48.3% ذكور و51.7% إناث.

## الموقع الجغرافي
الموقع الجغرافي للمناطق المحيطة بهذه النقطة هو كالتالي: